# Arroyo Timboy
El arroyo Timboy es un curso de agua de la provincia de Corrientes, Argentina, perteneciente a la cuenca hidrográfica del río Uruguay.
El mismo nace al sur de la localidad de Colonia Libertad, en el departamento de Monte Caseros. Desemboca en el río Uruguay al sur de la localidad de Juan Pujol. 
Cuando lo atraviesa la Ruta Provincial RP 33, se realiza tarea de conservación reconstruyendo el cauce de dicho arroyo. Lo ejecuta Vialidad Provincial  (enlace roto disponible en Internet Archive; véase el historial, la primera versión y la última).
- Datos: Q5705974

Uno de sus afluentes es el arroyo Borda.